# Lycium elongatum
Lycium elongatum là loài thực vật có hoa trong họ Cà. Loài này được Miers mô tả khoa học đầu tiên.